# ديسيسلافا ملادينوفا
ديسيسلافا ملادينوفا (بالبلغارية: Десислава Младенова)‏ مواليد 21 يونيو 1988 في صوفيا، هي لاعبة كرة مضرب بلغارية سابقة بدأت مسيرتها كمحترفة سنة 2004 وكانت تلعب باليد اليسرى، اعتزلت اللعب في 2011. أعلى تصنيف لها في الفردي كان المركز الـ 684 في سنة 2008. أعلى تصنيف لها في الزوجي كان المركز الـ 388 في سنة 2008.

## روابط خارجية
- ديسيسلافا ملادينوفا على موقع رابطة محترفات التنس (الإنجليزية)
- ديسيسلافا ملادينوفا على موقع الاتحاد الدولي لكرة المضرب (الإنجليزية)
- ديسيسلافا ملادينوفا على موقع كأس بيلي جين كينغ (الإنجليزية)
- ديسيسلافا ملادينوفا على موقع خلاصة التنس.كوم (الإنجليزية)